# 富强堡站
富强堡站位于甘肃省永登县，建于1953年。是兰新铁路的一个车站，距离兰州站138公里。距上行车站屯沟湾站7公里，距下行车站华藏寺站7公里。该站隶属于兰州铁路局。

## 业务范围
- 客运：办理旅客乘降；不办理行李、包裹托运；
- 货运：办理整车货物发到；不办理危险货物发到